# 강규리
강규리(1978년 8월 3일 ~ )는 대한민국의 성우로, 2011년 한국방송 성우극회 공채 36기에 입사했다. 배우자는 같은 소속의 성우인 유동균이다.

## 광고
- 한국얀센 (타이레놀)

### 내레이션
- 무엇이든 물어보세요(KBS2) - 임시 내레이션 20240715[1]

### TV 애니메이션
- 드래곤 에그(KBS) - 미노
- 외계가족 졸리폴리(KBS) - 야
- 폴리포켓 (투니버스) - 리아
- 에그구그 (SBS)
- 헬로 카봇 붐바(SBS) - 푸르디붐
- 안녕! 틴틴팅클([[MBC}}) - 팅클, 팅클 엄마

### 극장용 애니메이션
- 삼총사 : 용감한 친구들 - 밀라디

### 외화

#### 드라마
- 삼총사 시즌 1/2(KBS) - 밀레디 (마이미 맥코이) / 안느 왕비 (알렉산드라 도울링)
- 전쟁과 평화(KBS) - 소냐(아이슬링 로프투스) / 리자(케이트 필립스)

#### 영화
- 마이 걸(KBS) - 빌리 (쉐인 오베드진스키) / 랜들 (제인 할라렌)
- 콘스탄트 가드너(KBS) - 비르기트 (아네케 킴 사르나우)
- 퍼펙트 스톰(KBS) - 아이린 / 데브라 머피 (멜 케네디)
- 꼬마 니콜라의 여름방학 - 프뤽튀에 / 베르니끄 부인
- 그랜 토리노(KBS) - 대니얼(오스틴 더글라스 스미스)
- 작은 아씨들(KBS) - 샐리(잔 모틸)
- 일대종사(KBS) - 장영성(송혜교)
- 오즈: 그레이트 앤드 파워풀(KBS) - 휠체어 소녀의 엄마(섀넌 머레이) / 서커스 단원(토니 윈)

### 라디오 드라마
라디오 여행기 (KBS 3라디오) 
- 2013.01.23 ~ 2013.02.23 김성현 <365일 유럽 클래식 기행> (낭독)
- 2014.08.25 ~ 2014.10.01 오소희 <안아라, 내일은 없는 것처럼> (낭독)

소설극장 (KBS 3라디오)
- 2011.04.07 ~ 2011.05.21 권비영 <덕혜옹주> (제천 댁 / 복순 모 / 일본 학습원 동료)
- 2011.05.22 ~ 2011.07.02 박완서 <아주 오래된 농담> (현금 엄마 / 산모 / 영묘 시어머니)
- 2011.11.15 ~ 2012.01.23 정유정 <7년의 밤> (강은주)
- 2012.01.24 ~ 2012.03.01 심윤경 <나의 아름다운 정원> (할머니)
- 2012.03.02 ~ 2012.04.08 최문희 <난설헌> (수연)
- 2012.04.09 ~ 2012.07.06 천명관 <나의 삼촌, 브루스 리> (강용식 애인 / 유회장의 부인)
- 2012.10.06 ~ 2012.11.09 백영옥 <실연당한 사람들을 위한 일곱시 조찬 모임> (형 / 승무원2)
- 2012.11.10 ~ 2012.12.19 이승우 <지상의 노래> (연희)
- 2012.12.20 ~ 2013.01.24 조세희 <난장이가 쏘아 올린 작은 공> ('12.25~12.27' 해설 / 명희 / '01.06~01.08' 해설)

라디오 극장 (KBS 한민족 방송)
- 2011.05.01 ~ 2011.05.31 박석준 <그루터기> (여자 / 구만 모 / 할머니)
- 2011.06.01 ~ 2011.06.30 천명관 <고령화 가족> (주민 / 캐서린)
- 2011.07.01 ~ 2011.07.31 권현숙 <루마니아의 연인> (여교사1)
- 2012.01.01 ~ 2012.01.31 한수영 <플루토의 지붕> (친구 / 시어머니 / 자매2 / 최약사 / 쭈쭈바 / 아나운서 외)
- 2012.03.01 ~ 2012.03.31 조정래 <황토> (어린 동익)
- 2012.04.01 ~ 2012.04.30 김탁환 <열녀문의 비밀> (청미령)
- 2012.06.01 ~ 2012.06.30 성석제 <도망자 이치도> (억제)
- 2012.11.01 ~ 2012.11.30 김별아 <채홍> (엄상궁)
- 2012.07.01 ~ 2012.07.31 김별아 <논개> (논개)
- 2013.11.01 ~ 2013.11.30 박범신 <소금> (시우)

라디오 독서실 (KBS 2라디오)
- 2011.02.27 전광용 <꺼삐딴 리> (직원)
- 2011.03.13 최제훈 <그녀의 매듭> (강지민)
- 2011.04.03 김연수 <세계의 끝 여자친구> (그녀)
- 2011.04.24 백영옥 <청첩장 살인사건> (예비신부)
- 2011.05.08 이명랑 <제삿날> (아낙2)
- 2011.05.15 황선미 <나쁜 어린이 표> (엄마)
- 2011.05.22 김 원 <만선> (딸)
- 2011.05.29 최일남 <타령> (나물 장수)
- 2011.06.05 강영숙 <문래에서> (여주인 / 아이2)
- 2011.06.12 문순태 <그 여자의 방> (제수)
- 2011.06.19 김애란 <물속 골리앗> (아낙)
- 2011.06.26 김영현 <깊은 강은 멀리 흐른다> (오케이 할머니)
- 2011.07.03 조세희 <난장이가 쏘아올린 작은 공>
- 2011.07.31 황태환 <고양이를 찾습니다> (지니)
- 2011.08.07 정석화 <킬 힐> (허윤미)
- 2011.08.28 염승숙 <노 웨어 맨> (변호사2)
- 2011.09.04 한성우 <아, 김광석> (여직원)
- 2011.09.11 이청준 <서편제> (아낙1)
- 2011.09.18 공선옥 <설운 사나이> (어머니)
- 2011.10.02 이혜경 <북촌> (아낙)
- 2011.10.09 천운영 <눈보라콘> (주인 / 소녀)
- 2011.10.23 한 강 <여수의 사랑> (여인1)
- 2011.11.06 이무영 <제1과 제1장> (아낙2)
- 2011.11.13 편혜영 <저녁의 구애> (간호사)
- 2011.11.20 백정승 <빈집> (성우)
- 2011.11.27 윤성희 <부메랑> (팔월 / 딸)
- 2011.12.04 전성태 <국화를 안고> (남자아이)
- 2011.12.18 이태준 <돌다리> (창옥)
- 2012.01.01 박지원 <호질>, <열녀함양박씨전> (동리자)
- 2012.01.08 김서령 <어디로 갈까요> (소녀)
- 2012.01.15 김혜진 <치킨 런> (의사)
- 2012.01.22 안숙경 <삼각조르기> (아내)
- 2012.02.05 김가경 <홍루> (구잘)
- 2012.02.12 김영하 <옥수수와 나> (성우)
- 2012.02.19 김 숨 <국수> (동생1 / 직원)
- 2012.02.26 조 현 <그 순간 너와 나는> (철호)
- 2012.03.04 정용준 <떠떠떠 떠> (아이4)
- 2012.03.11 손보미 <폭우> (할머니)
- 2012.03.18 최민석 <부산말로는 할 수 없었던 이방인 부르스의 말로> (성우)
- 2012.04.01 구효서 <이발소 거울> (젊은여)
- 2012.04.08 박완서 <겨울 나들이> (차장)
- 2012.04.15 윤흥길 <종탑 아래에서> (명은)
- 2012.05.06 정이현 <소녀시대> (엄마)
- 2012.05.20 김유정 <만무방> (응오 처)
- 2012.05.27 김소진 <눈사람 속의 검은 항아리> (나 아역)
- 2012.06.03 최인훈 <놀부뎐> (아낙1)
- 2012.06.10 이청준 <선학동 나그네> (아낙)
- 2012.06.17 윤대녕 <말발굽 소리를 듣는다> (아내)
- 2012.06.24 김만중 <사씨남정기> (고모)
- 2012.07.22 김재성 <노끈> (팀원)
- 2012.07.29 박해로 <운수 나쁜 날> (치삼 처)
- 2012.08.05 조선희 <버들고리> (윤미)
- 2012.09.02 김성중 <국경시장> (해설)
- 2012.09.16 김애란 <그 곳에 밤 여기에 노래> (여손님)
- 2012.09.30 작자미상 <규중칠우쟁론기> 외 2편 (유씨)
- 2012.10.21 박민규 <로드킬> (란)
- 2012.10.28 김인숙 <빈 집> (성우)
- 2012.11.11 서유미 <당분간 인간> (여직원1)
- 2012.11.25 김종은 <버틸 수 있겠어> (아내)
- 2012.12.09 편혜영 <블랙아웃> (고객1)
- 2012.12.16 백가흠 <더 송 The song> (미현)
- 2013.02.10 이미경 <우울군 슬픈읍 늙으면> (윤노을)

KBS 무대 (KBS 한민족 방송)
- 2011.03.19 교수님을 부탁해 (알바)
- 2011.04.23 월정교를 건너며
- 2011.04.30 홍부녀 전 (민소라)
- 2011.05.07 코끼리 (학생1)
- 2011.05.14 사과 꽃 (여아)
- 2011.05.21 황금 테두리 (간호사)
- 2011.06.18 거울 속의 나 (학생1)
- 2011.06.25 나는 누구입니까? (영이)
- 2011.07.02 웨딩 브레이커
- 2011.07.16 그 이름으로 (아이1)
- 2011.07.23 영희야 놀자 (수희)
- 2011.08.06 챔피언 (유리)
- 2011.08.13 별이 빛나는 밤에
- 2011.08.27 너는 나의 미래 (다연)
- 2011.09.24 502호 그 여자 (신유경)
- 2011.11.05 어디선가 나를 찾는 전화벨이 울리고 (도우미)
- 2011.11.19 그 남자의 귀향 (아이1)
- 2011.12.10 '이별'해 드립니다.
- 2011.12.24 나를 연애하게 하라 (직원)
- 2012.01.07 소크라테스는 살아있다 (친구1)
- 2012.01.14 용(龍)사마 가족 (한용미)
- 2012.01.28 눈길 (윤선생)
- 2012.02.18 내 딸을 부탁해 (선미)
- 2012.02.25 백만 원 (최자영)
- 2012.04.07 외로움도 힘이 된다 (남학생)
- 2012.04.21 세상에서 가장 아름다운 만남 (간호사)
- 2012.05.05 숙희의 다이어트 워 (오숙희)
- 2012.06.02 마지막 선물 (하정)
- 2012.06.16 천사를 보았다 (예진)
- 2012.06.30 쉿 나방이야 (어린 수양)
- 2012.07.28 기다림을 파는 가게 (장수)
- 2012.08.18 달빛 0번지 (옆집아이)
- 2012.09.22 그 바람에 입맞춤하다 (수진)
- 2012.10.27 천년송 (한우)
- 2012.11.10 길 위에 사람들 (윤도현)
- 2012.12.08 울엄마 봉순씨 (식당주인)
- 2012.12.29 아버지의 바다 (어린 덕기)
- 2013.03.02 그들의 수천가지 물음표 중 하나 (아줌마)
- 2013.03.09 진달래가 필 때면 (어린 동만)
- 2013.05.11 율포시곡 (연수)
- 2014.06.14 거짓말 (왕유니)

대한민국 경제실록 (KBS 1라디오)
- 2011.03.10 ~ 2011.04.20 제06화 철의 신화 (비서 외)
- 2011.04.21 ~ 2011.06.17 제07화 한국경제의 대동맥 경부고속도로 (김영순)
- 2011.06.20 ~ 2011.08.16 제08화 검은 황금, 오일머니를 잡아라 (부인)
- 2011.08.17 ~ 2011.10.26 제09화 서울, 고도성장의 신화 (패티 김 외)
- 2011.10.27 ~ 2011.12.30 제10화 한국경제의 엔진, 자동차 (여자)
- 2012.03.05 ~ 2012.05.01 제12화 산업인력 해외진출사 (황보수자)
- 2012.05.02 ~ 2012.07.13 제13화 5공화국 사채파동 (이순자 외)
- 2012.09.24 ~ 2012.12.07 제15화 한국 경제의 여명기 (기생 외)
- 2013.02.26 ~ 2013.05.23 제17화 강남의 역사 (사모님)

책 읽는 밤 (KBS 1라디오)
- 낭독 / 연기 (메인 성우)

오늘의 신문 1부 (KBS 3라디오)
- 2011.06.13 ~ 2011.11.05 (기사 낭독)

경제를 배웁시다 (KBS 한민족 방송)
- 2011.11.07 ~ 2012.12.28 <오늘의 경제소식> (뉴스 낭독)

다큐멘터리 역사를 찾아서 (KBS 1라디오)
- (연기)

특집기획 라디오 다큐멘터리, 라디오 드라마 (KBS)
- 2013.03.07 KBS 1라디오 2013 희망가 우리 시대 의사의 조건 - 1부 기적은 없다 (아내)
- 2013.03.08 KBS 1라디오 2013 희망가 우리 시대 의사의 조건 - 2부 착한 동행 (김세진 어머니)

연중기획 <이제, 나는 대한민국 국민입니다> (KBS 한민족 방송)
- 2014.08.30 제08부 사할린 동포, 최복이 (김부자)
- 2014.10.31 제10부 중국 동포들의 미래를 그리는 사람 김용선 (선배)
- 2014.12.31 제12부 고국땅에 사랑을 전합니다 문경철 (소장 부인 외)

라디오 드라마 설야(雪野) (국악방송)
- 2015.11.16~2015.12.25 (설야 / 옥섬)

## 수상 경력
- 2012년 KBS 라디오 연기대상 (신인 여자 연기상)

1. ↑  박형욱 성우의 휴가로 인하여 2024년 7월 15일 방송분은 정식 새 내레이션이 아닌 임시 내레이션으로 했다.